# Les Bleus tournent cosaques
Les Bleus tournent cosaques est la douzième histoire de la série Les Tuniques bleues de Lambil et Raoul Cauvin. Elle est publiée pour la première fois du no 2000 au no 2014 du journal Spirou, puis en album en 1977.

## Résumé
Les charges suicidaires du capitaine Stark déciment impitoyablement la cavalerie. Malgré des batailles sanglantes, les Sudistes maintiennent leurs positions, au grand désespoir du général Alexander à la tête des troupes nordistes, qui commence à manquer de main d'œuvre militaire. 
Les prisonniers de droit commun refusant de participer à la guerre, le général Alexander se tourne vers les immigrés en provenance d'Europe, des gens désœuvrés et affamés qui pensent faire fortune aux États-Unis, afin de les enrôler de force dans l'armée. Le sergent Chesterfield et le caporal Blutch sont assignés à cette délicate mission. 
Ils se rendent vers le camp où se trouvent les nouvelles recrues, pour constater que les nouvelles recrues sont une bande de Cosaques. Après plusieurs démêlés, Chesterfield parvient difficilement à leur faire accepter de devenir des militaires, n'hésitant pas à les affamer. 
Mais les Cosaques ne sont pas de très bons combattants, et ressemblent à une troupe ambulante de musiciens et de comédiens plutôt qu'à de véritables soldats. Le sergent Chesterfield n'est pas au bout de ses peines.

## Personnages
- Sergent Chesterfield : assez immoral dans cet album, le sergent fait preuve de tous les moyens pour parvenir à ses fins. Pour obtenir des Cosaques qu'ils s'enrôlent, il décide de ne donner à manger qu'à ceux qui enfileront l'uniforme. Il est dans cette histoire assez arriviste, prêt à tout pour arriver à ses fins, et surtout pour impressionner ses supérieurs. C'est ainsi qu'à la toute-fin de l'album, avec un cynisme évident, il considère qu'il n'a rien promis aux Cosaques, et qu'ils continueront à combattre pour l'armée. Il est malheureusement pour lui beaucoup moins malin que Blutch, et réussira néanmoins à sortir de cet album sans sanction disciplinaire, malgré ses multiples erreurs tout au long de l'histoire.
- Caporal Blutch : assez écœuré par les méthodes de Chesterfield, Blutch finira toutefois par s'appesantir sur son sort quand le général Alexander et le capitaine Stark se mettront d'accord pour fusiller ce dernier. Cet album est assez intéressant dans le sens où il dévoile une facette du personnage de Blutch, à savoir sa grande intelligence. Il parvient en effet en une seule journée à faire d'immigrés cosaques de parfaits soldats, qui chargent les Sudistes sans la moindre peur. Quand Chesterfield lui demande sa méthode, Blutch répond de manière sibylline qu'apprendre le russe n'est pas une tâche très compliquée. Il parvient de même à anticiper la réaction égocentrique et malhonnête de Chesterfield qui rompt sa promesse consistant à offrir aux Cosaques la liberté, et qui voulait également récolter lui-même les palmes alors que c'est grâce à Blutch que la bataille finale a été gagnée. On pourrait dire à travers cet album que Blutch ressemble en quelque sorte à un surdoué, ne serait-ce que par sa rapide compréhension de la langue des Cosaques. D'autres albums peuvent ainsi semer le doute sur les capacités intellectuelles de Blutch, qui fait généralement part d'un esprit critique prononcé, et peut avoir des idées stupéfiantes ou, au contraire, se révéler assez inutile.
- Capitaine Stark : présent dans cet album, Stark continue, comme d'habitude, à décimer son régiment sans s'inquiéter d'obtenir quelque résultat. La charge est pour lui quelque chose de sacré. Aussi, quand il voit les Cosaques faire une parade, il se met à sangloter et à déprimer, se sentant humilié et ridiculisé. C'est un homme qui a un sens tout particulier de ce qu'est l'honneur, puisqu'il ne s'estime fier de lui que quand il revient avec un régiment massacré.
- Général Alexander : première apparition d'un personnage qui deviendra récurrent dans la série. Alexander est un vieux général qui commandera l'essentiel des aventures de nos héros, utilisant souvent Blutch et Chesterfield dans ses opérations compliquées, qui tourneront d'une manière ou d'une autre toujours mal. Son nom n'est toutefois pas encore prononcé dans cet album, mais c'est son physique qui est bien reproduit.
- Les cosaques et le chinois : les soldats de l'histoire qui ont dû signer l'engagement pour manger, venant de la Russie et un de la Chine pour aller combattre les sudistes. Le sergent Chesterfield et le caporal Blutch ont beaucoup de mal à établir une communication avec eux pour leur dire qu'ils sont en guerre et qu'il faut se battre. Finalement, ils ont dû abandonner le chinois en raison de son mauvais savoir-faire.

## Analyse
Le thème de cet album est manifestement celui de l'engagement des soldats dans une guerre. Bien souvent, Lambil montre de manière comique et parodique une réalité souvent assez cruelle de la guerre, à savoir le manque de lien total entre la guerre en elle-même et les soldats. En l'occurrence, il s'agit d'immigrés provenant probablement de Russie... On voit mal en quoi de tels personnages pourraient se sentir concernés par la guerre de Sécession, d'autant plus qu'ils ne parlent même pas anglais, et sont surtout venus, comme tant d'autres immigrés, à la recherche de fortune, fuyant des monarchies européennes appauvries où la famine fait rage. Tous ces thèmes sont abordés de manière assez subtile et discrète dans l'album, pour finalement aboutir au message central des Tuniques bleues, un message contre la guerre, et fortement antimilitariste. En effet, quand il ne s'agit pas de tourner en dérision la compétence des officiers supérieurs, la série insiste sur leur manque de scrupules et de moral. Le général Alexander fait ici preuve d'un fort cynisme, en sachant parfaitement qu'il condamne à la mort tous les immigrés qui viendront se battre et qui n'auront aucune chance de survie, vu les entraînements ridicules qu'ils suivent. L'exemple de l'immigré chinois est en ce sens particulièrement révélateur. D'autres albums postérieurs reprendront ce thème, notamment Blue rétro.
Dans cet album, les Cosaques sont évoqués. Ce peuple slave est loin de se réduire à de simples troubadours itinérants. Ils participèrent à plusieurs insurrections tout au long de leur histoire, et contribuèrent au développement de la puissance militaire russe durant le XIXe siècle, et étaient considérés comme des soldats d'élite. L'album démontre assez subtilement cela à la fin, quand les Cosaques chargent tout un camp sudiste et parviennent à le détruire, provoquant l'admiration des Nordistes. À l'époque de la guerre de Sécession, la Russie est affaiblie et appauvrie à cause de la guerre de Crimée. Les révoltes se multiplient dans les campagnes. On peut supposer que les Cosaques de cet album sont issus de cette période de trouble, recherchant la fortune dans le continent américain.
Tout comme le suggère l'album, les Cosaques sont avant tout un peuple libre. L'étymologie du mot renvoie à kazak, qui signifie « homme libre ». Et c'est effectivement ce que les Cosaques représentent dans cet album : une bande de voyageurs itinérants vivant avec la musique et leurs spectacles, sans avoir de domicile fixe, une quête de liberté difficile à trouver en période de guerre.

## Anachronismes
À plusieurs reprises dans cet album, des mots sont évoqués qui ne pouvaient pas être employés à cette époque : "vélo", "sadique", "andouille", "zouave", "se dégonfler", "raciste", "palme", "canaque", "rigoler" .

## Source
1. ↑  Fiche de l'album sur tuniques-bleues.com